# Decimus Burton

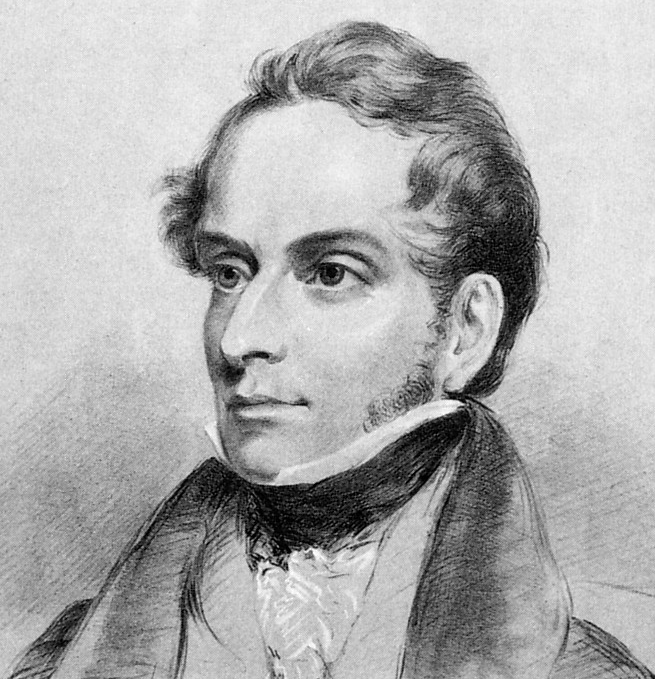
Decimus Burton, zeitgenössisches Porträt

Decimus Burton (* 30. September 1800; † 14. Dezember 1881) war ein englischer Architekt und Landschaftsarchitekt. Sein Einfluss ist in Londoner Parks sichtbar, so zum Beispiel im Königlichen Botanischen Garten in Kew oder dem Londoner Zoo. Als Stadtplaner war er in Fleetwood, St. Leonards on Sea und Tunbridge Wells tätig. Er war das zehnte Kind seiner Eltern, daher sein Vorname Decimus (Latein für ‚der Zehnte‘).

## Leben und Wirken

### Anfänge

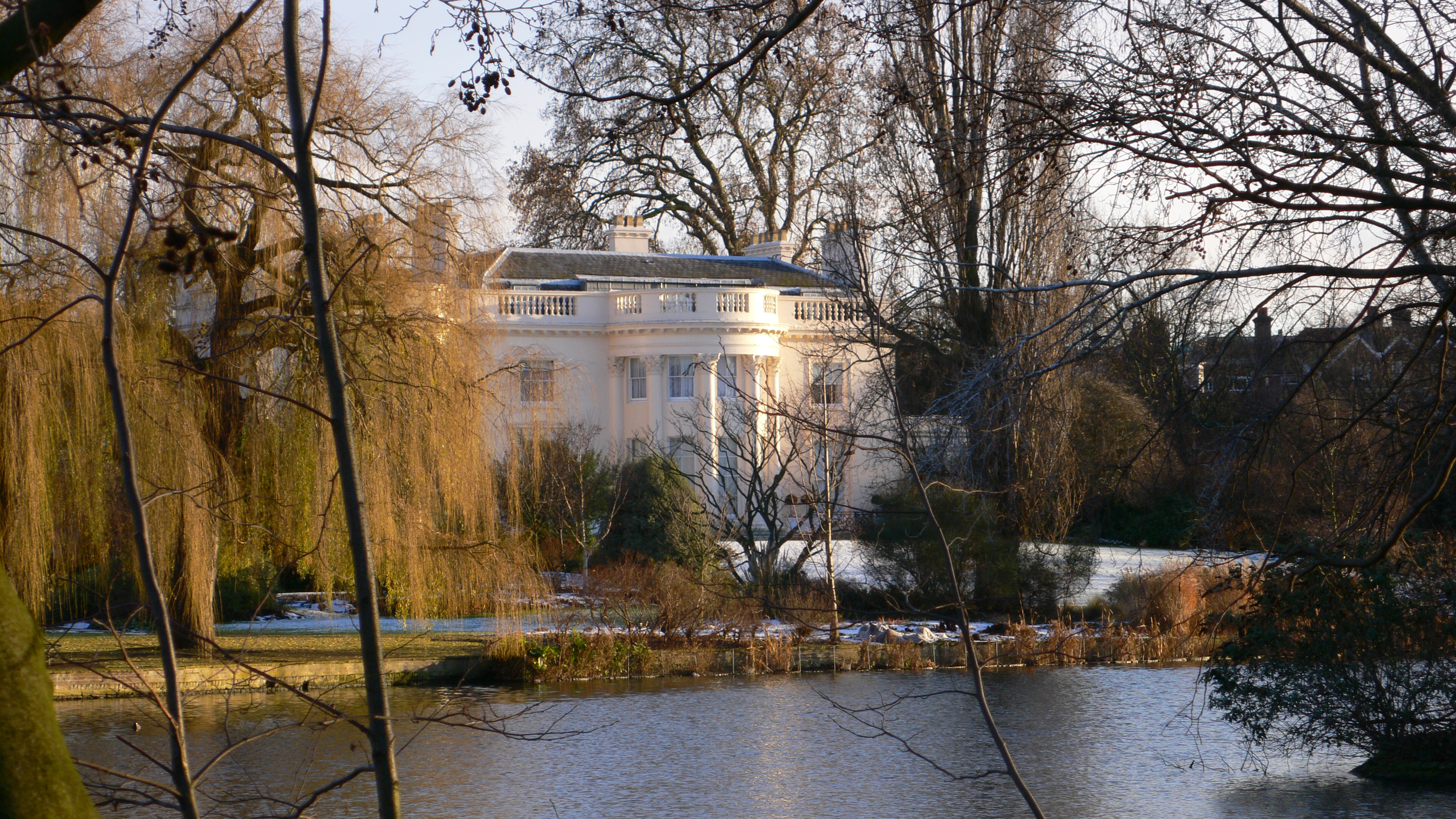
The Holme im Regent’s Park – „Möchte man eine Definition von Westlicher Zivilisation – hier ist sie.“ (Ian Nairn)

Burton lernte bei seinem Vater James Burton (1761–1837) Bauhandwerk und Architektur kennen. Später arbeitete er für John Nash, für den er den Entwurf der Cornwall Terrace (angrenzend an den Regent’s Park) erweiterte und Projekte im Park fertigstellte. Sein erstes eigenes Großprojekt war 1823 das Coliseum, eine enorme überkuppelte Ausstellungshalle, die 1875 abgerissen wurde. An der Stelle befindet sich jetzt das Royal College of Physicians.
Danach wurde er beauftragt, die Gärten und Gebäude des neuen Londoner Zoos zu entwerfen. Sein Lama-Gehege von 1828 dient nicht mehr als Tierbehausung, sondern als Verkaufsstelle und steht unter Denkmalschutz, so wie auch das Giraffenhaus von 1834.
Er war verantwortlich für die Planung des Hyde Park (1825) und entwarf den an seiner südöstlichen Ecke gelegenen Wellington- oder Constitution-Bogen, der den Haupteingang zum St. James’s Park und Green Park bildet. Der Bogen ist dem Herzog von Wellington gewidmet und war als grandioses Eingangstor nach London gedacht, als Nordtor des Geländes von Buckingham Palace. Ursprünglich stand auf dem Bogen eine Reiterstatue des Herzogs, diese wurde aber 1912 durch eine Quadriga von Adrian Jones ersetzt.

### Kew

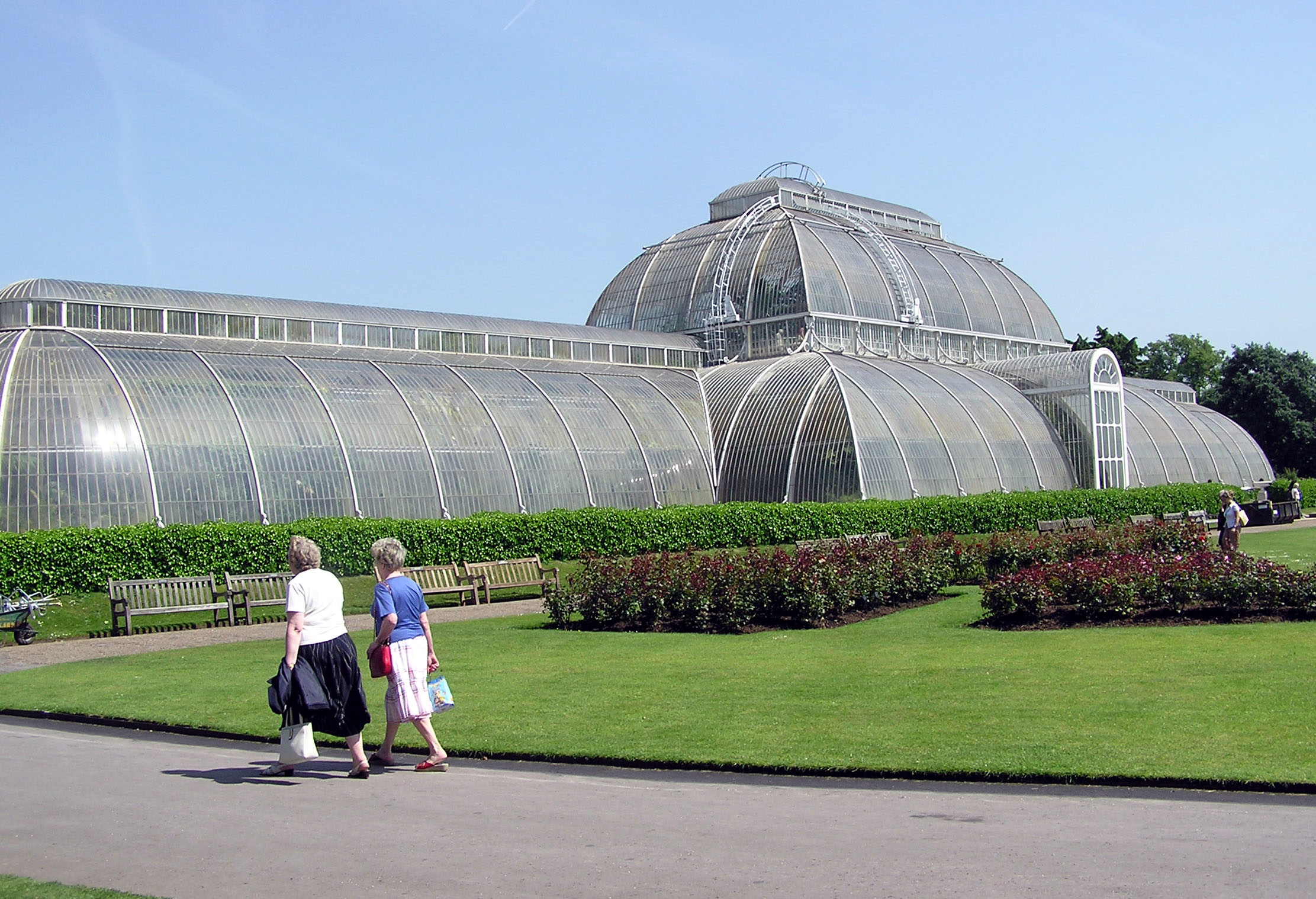
Das Palmenhaus in Kew

Burton arbeitete über 30 Jahre lang an den Gartenanlagen im Londoner Vorort Kew, beginnend mit dem Layout der Gärten und Wege, dann den Hauptgebäuden. Mit dem Eisengießer Richard Turner plante er das Glas- und Palmenhaus in Kew (1848–1848), das zu dieser Zeit das größte der Welt war (110 Meter lang, 30 Meter breit und 20 Meter hoch). Danach entwarf er das noch größere Temperierte Haus, dessen Fertigstellung er aber nicht mehr erlebte. Ein Teil wurde 1863 eröffnet, aber Geldmangel führte dazu, dass es erst 1898 komplettiert wurde. Andere Projekte in Kew waren das Victoria Gate (1848) und das Wasserlilienhaus (1852).

### Fleetwood
Als zweites Großprojekt Burtons gilt das Seebad Fleetwood an der Küste von Lancashire. Die Arbeit von Vater und Sohn Burton in St Leonards on Sea in Ost-Sussex (1827–1837) beeindruckte den reichen Grundbesitzer Peter Hesketh. Er beauftragte Decimus, die neue Hafenstadt anzulegen. Bauten von Burton in Fleetwood sind das North Euston Hotel, der Pharos-Leuchtturm, die Queen’s Terrace, die St. Peter’s Church, das Rathaus und sein eigenes Haus in der Dock Street, in dem er bis 1844 lebte.

### Tod
Decimus Burton zog sich 1869 aus der Arbeitswelt zurück und starb im Dezember 1881. Er wurde neben seinem Vater im mit einem pyramidenförmigen Denkmal geschmückten Familiengrab in St. Leonards beigesetzt.